# 10便士硬幣
10便士硬幣（英語：ten pence）是英鎊硬幣的一種。正面有英國女王伊麗莎白二世的肖像，於2015年設計。10便士硬幣自1968年開始發行，以取代2先令硬幣。5便士硬幣最初由銅鎳合金（75%銅，25%鎳）鑄造，但自2012年開始，由於金屬價格上漲，已改由鍍鎳鋼鑄造。

## 外部連結
- Royal Mint – 10p coin（页面存档备份，存于）
- Coins of the UK – Decimal 10p Coin（页面存档备份，存于）
- Coins from United Kingdom: Ten Pence | Online Coin Club（页面存档备份，存于）